# Seegefeld
Seegefeld ist ein Ortsteil der westlich von Berlin gelegenen Stadt Falkensee.
Erstmals erwähnt wurde Seegefeld im Jahre 1265. Hier befand sich seit 1572 das von Georg von Ribbeck gegründete Rittergut, dessen Besitz im Jahre 1898 von der Deutschen Ansiedlungsbank aufgekauft, parzelliert und an Neusiedler vergeben wurde. 1923 schlossen sich dann die benachbarten Orte Falkenhagen und Seegefeld zusammen, wobei der Name der neuen Gemeinde, Falkensee, aus den beiden alten Ortsnamen zusammengesetzt wurde.

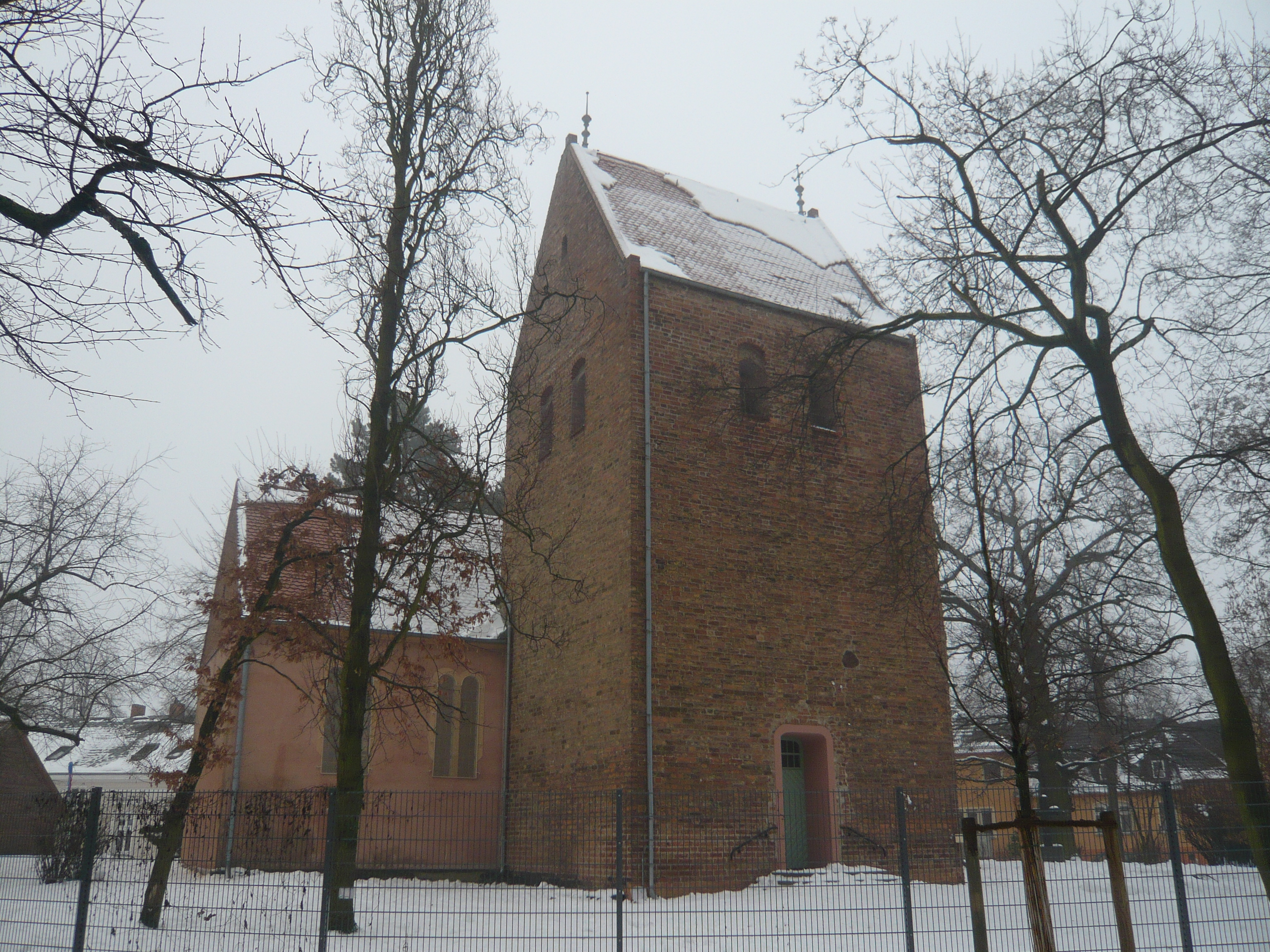
Dorfkirche

Der Haltepunkt Seegefeld liegt an der Berlin-Hamburger Bahn zwischen dem Haltepunkt Berlin-Albrechtshof und dem Bahnhof Falkensee und wurde 1995 als Bahnhof Seegefeld/Herlitzwerke eröffnet. Er wird von der Regional-Express-Linie RE 2 Nauen–Berlin–Cottbus sowie den Regionalbahnlinien RB 10 und RB 14, beide Nauen–Berlin Südkreuz, bedient. Nach einer möglichen Verlängerung der S-Bahn ins Havelland (Falkensee) soll dieser Haltepunkt dem Berliner S-Bahn-Verkehr dienen. Der heutige Bahnhof Falkensee trug früher den Namen Bahnhof Seegefeld und wurde nach der Gründung von Falkensee umbenannt.
Mehrere Buslinien ermöglichen zudem den Zugang zu weiten Teilen Falkensees, wie auch zur Nachbargemeinde Dallgow-Döberitz.